# Daniela Michel
Daniela María Michel Concha es una crítica y directora de festivales de cine. Es fundadora y directora general del Festival Internacional de Cine de Morelia desde su creación, en el año 2003. Con su invitación como jurado de la sección Un Certain Regard en el 2011 y jurado de la Semana de la Crítica de Cannes en el 2014, se convirtió en la única mexicana en formar parte de un jurado del Festival de Cannes en dos ocasiones.

## Trayectoria
Daniela Michel Concha se recibió de la licenciatura en Lengua y Literatura Inglesa por la Facultad de Filosofía y Letras en la UNAM. Inició en el periodismo cinematográfico con publicaciones en El Economista, Viceversa, Somos, Cine Premiere y El Financiero.  
En junio de 2024, Daniela Michel recibió el Premio Vittorio Boarini en el 38° Festival Il Cinema Ritrovato, que reconoce a personajes destacados en la preservación y difusión del patrimonio cinematográfico a nivel internacional.

## Festivales
- 2011 - Festival de Cannes, jurado de la sección Un Certain Regard
- 2014 - Festival de Cannes, jurado de la Semana de la Crítica de Cannes[5]
- 2014 Festival de Cine de Sundance
- 2014 - Festival Internacional de Cine de Cartagena de Indias (FICCI)[6]
- 2015 - Festival Internacional de Cine de Venecia[7]
- 2015 - Festival Internacional de Cine Documental de Ámsterdam (IDFA)
- Festival Internacional de Cine de San Sebastián
- Festival Internacional de Cine de San Francisco (SFIFF)
- Festival Internacional de Cine de Transilvania (TIFF)
- Festival Internacional de Cine de Friburgo (FIFF)
- Festival de Cine de Sarajevo (SFF)
- Becas Audiovisuales de la Fundación Rockefeller, jurado
- Becas de Cine Fulbright García-Robles, del J. William Fulbright Prize for International Understanding, jurado